# De stad van de verloren god
De stad van de verloren god is het twaalfde stripalbum uit de Thorgal-reeks en behoort samen met "De boogschutters", "Het land Qâ", "De ogen van Tanatloc" en "Tussen aarde en licht" tot de cyclus van "Het land Qâ". 
Het verhaal verscheen voor het eerst in 1987 in het stripblad Tintin/Kuifje Het album werd dan in datzelfde jaar voor het eerst uitgegeven bij Le Lombard. Het album is getekend door Grzegorz Rosiński met scenario van Jean Van Hamme. 

## Het verhaal
Op een geheime plaats ontmoeten Thorgal en Kriss van Valnor Hog, een hoge militair uit het leger van de Chaam. Hij zal hun zo dicht mogelijk bij Ogotai brengen. Thorgal is het niet eens met de gang van zaken en probeert te vluchten. Hij wordt gevangengenomen evenals Aaricia en Tjall de Vurige die nog aan de rand van de stad Mayaxatl verblijven. 
De volgende dag zullen ze geofferd worden aan de god Ogotai. Door ingrijpen van Kriss tijdens het offersritueel ontstaat tumult en weet iedereen het paleis van de god binnen te komen. Bij de vluchtpoging komt Tjall om en verandert Kriss in een oud vrouwtje. 